# جمعية الطوابع الأمريكية
جمعية الطوابع الأمريكية (USSS) هي أكبر منظمة لهواة جمع الطوابع، تُعنى بأبحاث ودراسات طوابع البريد والإيرادات الأمريكية. وهي منظمة غير ربحية، تعتمد على هواة جمع الطوابع، ويبلغ عدد أعضائها العالميين أكثر من 1700 عضو. وهي الفرع رقم 150 للجمعية الأمريكية لهواة جمع الطوابع (APS). منذ عام 1930، شجّعت الجمعية دراسة هواة جمع الطوابع من خلال عضويتها التطوعية في لجان متخصصة، بما في ذلك اللجان المعنية بإصدارات طوابع محددة، مثل طوابع واشنطن-فرانكلينز، وطوابع بريكسيز، وسلسلة ليبرتي، بالإضافة إلى مجالات أخرى في هواية جمع الطوابع الأمريكية، مثل أرقام لوحات الطوابع، والعلامات الهامشية، وآلات البيع الخاصة، وثقوب التثبيت، والكتيبات والألواح، واللمعان. تُتاح الأبحاث من خلال الكتب المنشورة، والأوراق البحثية، والمقالات في المجلة الشهرية "متخصص الولايات المتحدة".

## التاريخ
تأسست الجمعية عام 1926 باسم جمعية أرقام اللوحات البريدية. وفي عام 1930، تغير اسمها إلى جمعية إصدارات المكتب، إدراكًا لتوسع نطاق اهتمام الجمعية ليشمل كامل الإنتاج الطوابعي لمكتب النقش والطباعة. في ذلك الوقت، كان مكتب النقش والطباعة يُنتج جميع طوابع البريد والإيرادات الأمريكية. وبدلاً من أرقام اللوحات فقط، أصبح إنتاج المكتب من طوابع البريد والإيرادات، واللفائف، والكتيبات، والمقتنيات، والورق، والصمغ، والعلامات الهامشية، بالإضافة إلى طرق الطبع والتصنيع، موضوعات للدراسة والجمع.
في عام 2000، أصبحت المنظمة تُعرف باسم جمعية الطوابع الأمريكية. يعكس الاسم الجديد تركيز الجمعية المستمر على طوابع البريد والإيرادات الأمريكية، مع الاعتراف بدور مطابع مكاتب النقش والطباعة غير المتعاقدة مع المكتب في تصميم وإنتاج الطوابع.
يتلقى أعضاء جمعية الطوابع الأمريكية المجلة الشهرية الموثوقة "المتخصص في الولايات المتحدة"، والمخصصة لجميع جوانب هواية جمع الطوابع الأمريكية. على مر السنين، تميزت "المتخصص" بتغطية تقنية طباعة الطوابع، وأنواع اللوحات البريدية، وتصميماتها، وعلامات الهامش، وترقيم اللوحات. نُشرت العديد من الاكتشافات المهمة في مجال جمع الطوابع الأمريكية في صفحاتها، مما أدى إلى إدراج مجموعات جديدة ومتنوعة في دليل سكوت المتخصص للطوابع والأغلفة الأمريكية.

## روابط خارجية
- موقع جمعية الطوابع الأمريكية على الإنترنت